# Alte Post (Flensburg)

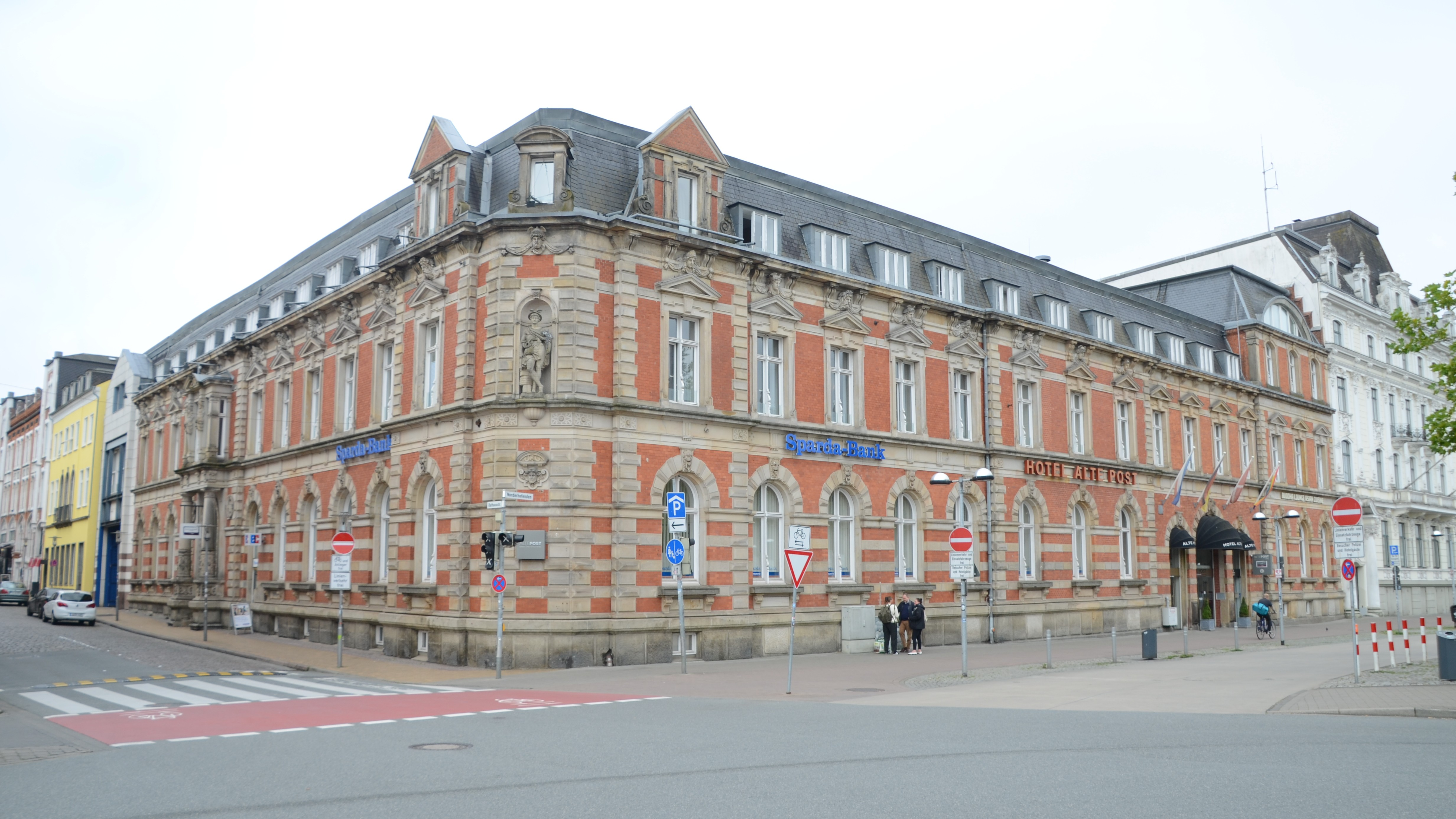
Die Alte Post (Foto 2024)

Die Alte Post (dänisch Den gamle Post) in Flensburg ist ein als Kulturdenkmal der Innenstadt eingetragenes, ehemaliges Postgebäude aus dem 19. Jahrhundert. Von dort strahlte im Mai 1945 der Reichssender Flensburg ein Programm mit Verlautbarungen der Regierung Dönitz aus. Nach Nutzung als Post und Umbau zur Passage eröffnete dort 2015 das Hotel Alte Post.

## Geschichte

### Anfänge
Errichtet und eröffnet wurde die Post in den Jahren 1880/1881 in der Rathausstraße 2, wo zuvor das Hotel du Nord stand. Nach Entwürfen der Bauabteilung unter August Kind im Reichspostamt und unter der Oberbauleitung des Postbaurates und Reg.Baumeister Ernst Hake, Hamburg und der örtlichen Leitung des Architekten Hildebrandt entstand ein Bau im Stil der Neurenaissance, das zu Beginn als Kaiserliche Post diente. Mit den Nachbarhäusern, dem ehemaligen Bahnhofshotel in der Rathausstraße 1, sowie dem Hotel Flensburger Hof, Norderhofenden 1, zusammen bildete die Post damit ein Ensemble gründerzeitlicher Architektur, das ein großstädtisches Flair ausstrahlte. An der Ecke des Post-Gebäudes steht seit seinem Bau, oberhalb, auf der Höhe des ersten Stocks, eine Statue von Hermes mit den Attributen eines Postboten: eine umgehängte Posttasche, ein Posthorn und einige Postpäckchen, die auf Zustellung warten. 1900 wurde das Gebäude nachträglich etwas erweitert.

### Provisorisches Studio des Reichssenders Flensburg
Anfang Mai 1945, zum Ende des Zweiten Weltkrieges, als sich vier Kilometer entfernt in Flensburg-Mürwik unter Großadmiral Karl Dönitz die letzte Regierung des Deutschen Reiches niederließ, parkte im Hof des damaligen Postgebäudes ein Übertragungswagen der Kriegsmarine. Auch der Verlag der Flensburger Nachrichten bezog seinerzeit Räumlichkeiten in der Post. Vom Ü-Wagen übertrug der Reichssender Flensburg Propagandasendungen zum Sendemast auf die Östliche Höhe in Jürgensby, von dem diese landesweit ausgestrahlt wurden.
Das Programm des neben Prag „letzten Sprachrohres des untergehenden NS-Regimes“ bestand aus Aufrufen und Reden, Nachrichten- und Musiksendungen sowie Wehrmachtsberichten. Während aus dem Ü-Wagen Nachrichten vorgelesen und Schallplatten aufgelegt wurden, war für die Rundfunkansprachen von Dönitz (6. und 8. Mai) und seinen Kabinettskollegen Albert Speer (3. Mai) und Johann Ludwig Graf Schwerin von Krosigk (7. Mai) ein Erfrischungsraum für weibliche Postangestellte zu einem provisorischen Studio hergerichtet worden.
Am 8. Mai kündigte Dönitz in seiner Ansprache die „bedingungslose Kapitulation für alle kämpfenden Truppen“ an. Am 9. Mai 1945 um 20:03 Uhr verlas der Panzerspähfunker Klaus Kahlenberg über den Flensburger Sender den letzten Bericht des Oberkommandos der Wehrmacht (OKW), in dem nochmals die „bedingungslose Kapitulation für alle kämpfenden Truppen“ erklärt wird.
Dem zehn Tage währenden Sendebetrieb aus der Post, bei dem britische Spezialisten ab dem 5. Mai 1945 die Oberleitung übernahmen, setzte ein Nachrichtenoffizier der 159. britischen Infanteriebrigade (159th Infantry Brigade) am 13. Mai 1945 ein Ende.
Am 23. Mai 1945 verhafteten die Briten die Reichsregierung in Mürwik. Speer, Dönitz und Alfred Jodl wurden noch am selben Tag beim benachbarten Polizeipräsidium Flensburg der Weltpresse vorgeführt, um das Ende des Dritten Reiches zu dokumentieren. In Anbetracht der Historie des Post-Gebäudes und des benachbarten Polizei-Gebäudes, das als Sitz der lokalen Gestapo diente, enthüllte die schleswig-holsteinische Ministerin für Justiz, Kultur und Europa Anke Spoorendonk am 1. September 2013 vor der Alten Post ein Denkmal, das an die Opfer der nationalsozialistischen Gewaltherrschaft erinnert.

### Nach Kriegsende bis zum Bau der Neuen Post 1981
Nach Kriegsende übernahm die Deutsche Bundespost das Gebäude und nutzte es als Postamt. Der Name „Alte Post“ blieb bestehen, da 1981 nahe dem Bahnhof die „Neue Post“ (heute auch: „Hauptpost“ genannt) gebaut worden war.

### Umbau zur Passage und zum Hotel
Nach Ende der Nutzung als Post 1988 wurde die Alte Post von 1992 bis 1994 zu einer kleinen Passage umgebaut, in deren Räumen Geschäfte, Restaurants und Büros Einzug hielten. Mit dem Umbau wurde ein stark beschädigter Teil der Alten Post jedoch abgerissen. Dieser Teil wurde durch einen Neubau ersetzt, der nur grob die alte Formsprache des ursprünglichen Baus imitiert. Dort wurde eine Zufahrtsstraße zur Polizeidirektion eingerichtet.
1994 zog die Party-Musikkneipe Pupasch in die Passage, wo sie bis 1999, bis zum Umzug in den Zombeck-Turm (Streinstraße) blieb. Anfang der 2000er-Jahre fand auch die Diskothek Roxy nach Schließung in der Norderstraße für kurze Zeit einen neuen Standort in der Alten Post und am 27. Februar 2013 eröffnete hier noch das Wok In, ein Restaurant mit asiatischer Küche und Platz für 190 Gäste. In dem zuletzt von Leerstand betroffenen Haus – die Alte Post GmbH & Co KG ging bereits 1997 in die Insolvenz – verblieb als letzter Mieter bis zum erneuten Umbau 2014 eine Filiale der Sparda-Bank Hamburg.
Als das Haus 2014/2015 in ein Hotel umgewandelt und hierbei insgesamt 5,7 Millionen Euro investiert wurden, förderte das Land Schleswig-Holstein die Umbaumaßnahmen mit rund 800.000 Euro. Das Hotel „Alte Post“ eröffnete 2015.

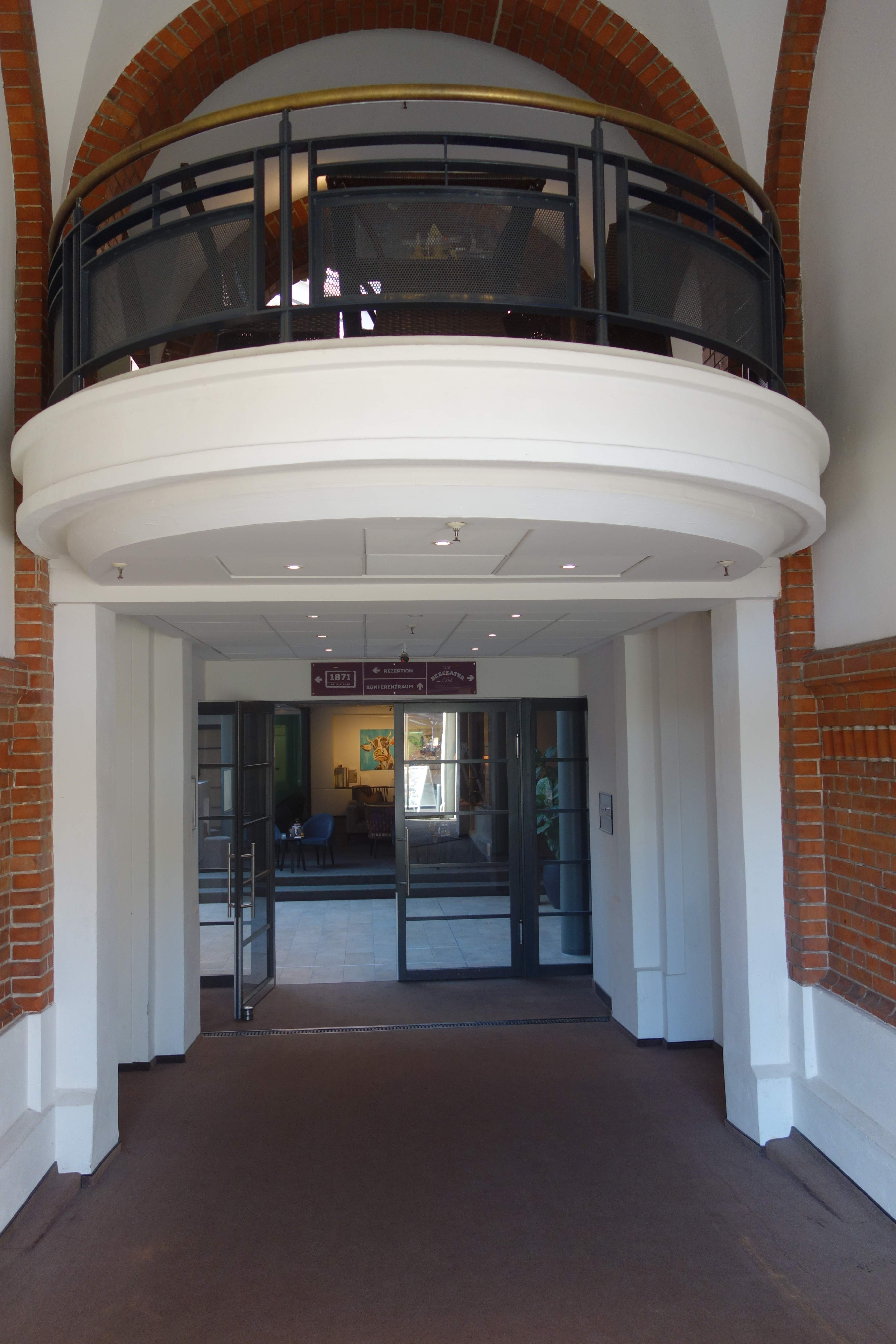
Eingangsbereich
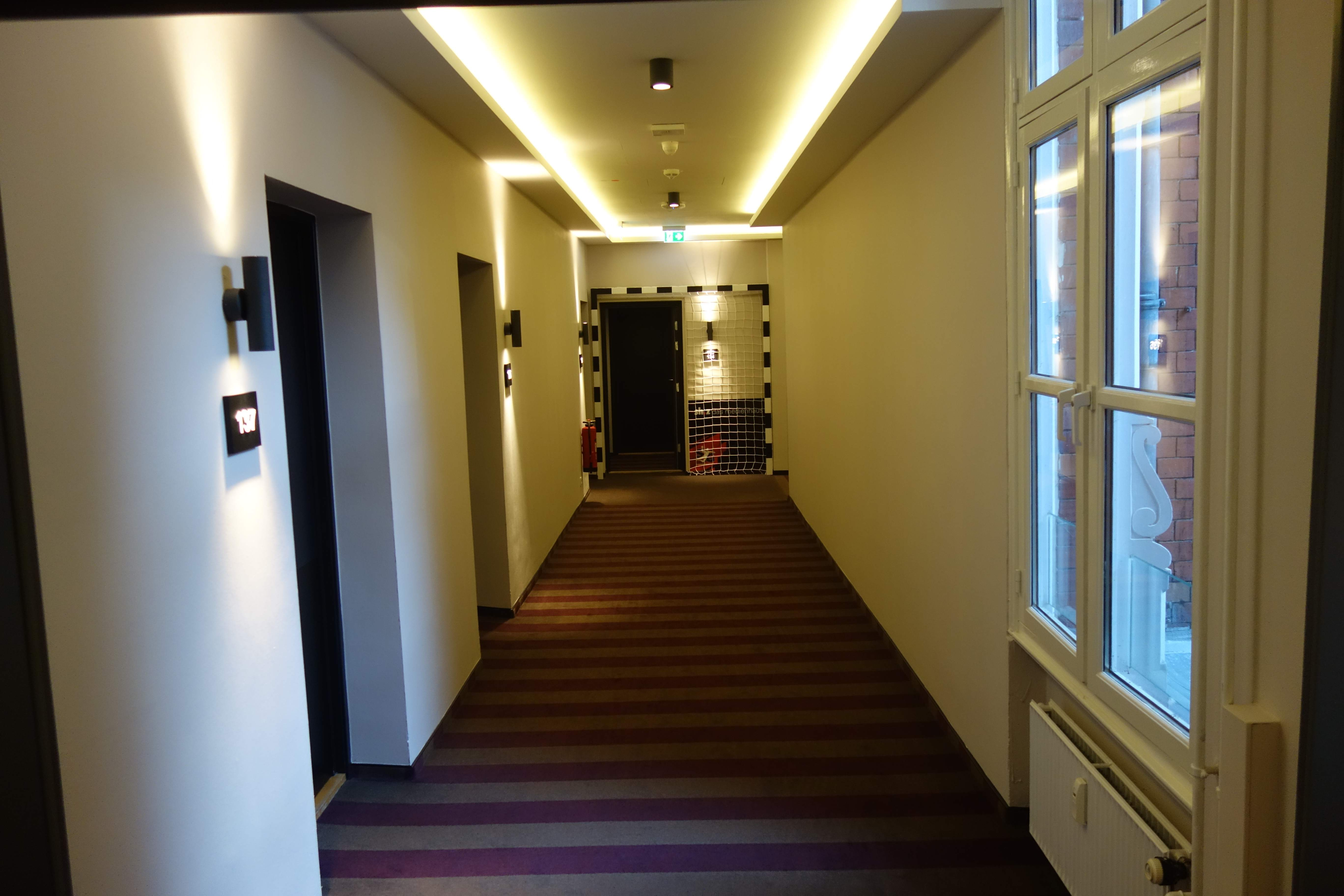
Themenflur Handball
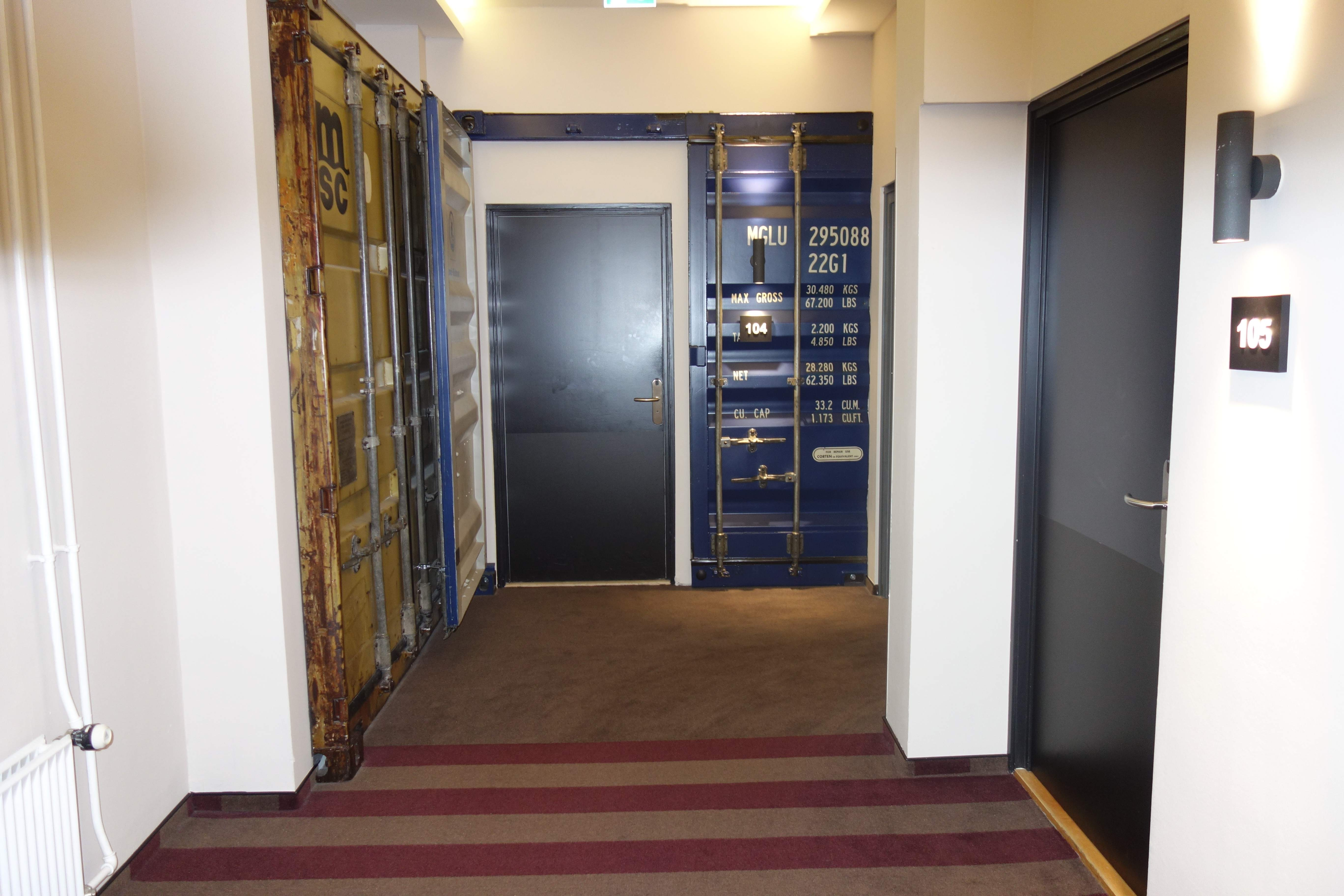
Themenflur Transport
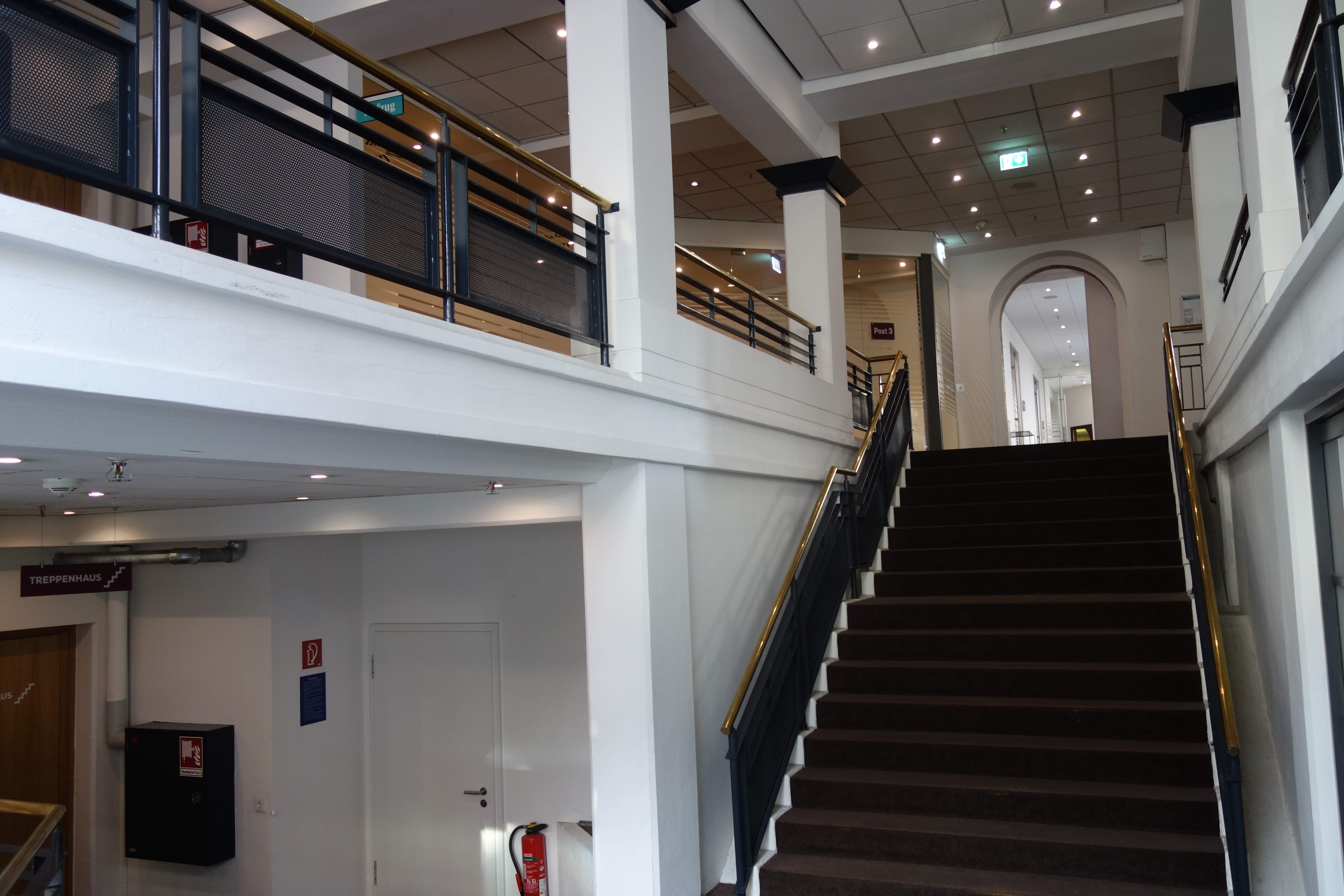
Treppenaufgang

## Hotel „Alte Post“
Koordinaten: 54° 47′ 12,3″ N, 9° 26′ 10,2″ O
Das Anfang 2015 eröffnete Hotel „Alte Post“ hat fünf Konferenzräume für zehn bis 100 Teilnehmer sowie für 111 Übernachtungsgäste 75 Zimmer, die zwischen 15 und 36 m² groß sind. Darunter befinden sich vier Themenzimmer: eins von der Flensburger Brauerei, eins vom Erotik-Unternehmen Orion, eins von der SG Flensburg-Handewitt und eins vom Entsorgungsfachbetrieb Nord-Schrott. Die Kopenhagener Architektin und Designerin Helle Flou gestaltete das Interieur, welches unter dem Motto „Nordic Life & Style“ steht. Das Hotel gehört zur 2007 von einem dänischen Investor gegründeten Hotelgruppe Figaro, zu der auch das Strandhotel Glücksburg zählt.
Der offene Gastronomie-Bereich umschließt das Steak- und Burgerrestaurant Restaurant & Bar „Alte Post“ mit Platz für 150 Gäste und Beefeater. Die erste Zeit nach der Eröffnung trug das Burgerrestaurant den Namen 1871 – Grill & Buns. Der Benennung des Restaurants sollte sich nach einem Bericht des Flensburger Tageblattes auf das Baujahr der Alten Post beziehen, gemäß verschiedener Publikationen des Denkmalschutzes und der Gesellschaft für Flensburger Stadtgeschichte, die mit dem Flensburger Stadtarchiv zusammenarbeitet, erfolgten Bau und Eröffnung jedoch erst um 1880/1881. Die bekanntesten Ereignisse des Jahres 1871 sind das Ende des Deutsch-Französischen Krieges 1870/1871, der dem Deutsch-Dänischen Krieg 1864 und dem Krieg gegen Österreich 1866 folgte, sowie die Kaiserproklamation in Versailles 1871.